# 阿仙奴站
阿仙奴站（英語：Arsenal tube station）是倫敦地鐵的一個車站，位於倫敦海布里。阿仙奴站是皮卡迪利線的車站，於芬斯貝利公園站和霍洛威路站之間，屬於倫敦第2收費區。阿仙奴站原稱為「基利士比路」，於1932年重新命名為阿仙奴站，因為該站鄰近阿仙奴的前主場高貝利球場（Arsenal Stadium），是倫敦地鐵唯一一個站名取自於足球俱樂部的車站。雖然阿仙奴於2006年把主場遷至酋長球場，並拆卸高貝利球場，但仍保留阿仙奴站的名稱。

## 外部連結
- . London Transport Museum.   [2016-03-01]. （原始内容存档于2008-03-18）.
  - Station exterior, 1907
  - Rebuilt station building in 1934.